# Pedalieae
Pedalieae Dumort., 1829 è una tribù di piante angiosperme appartenenti alla famiglia delle Pedaliaceae.

## Etimologia
Il nome della tribù deriva dal suo genere tipo Pedalium Royen ex L. la cui etimologia deriva da "piede" e fa riferimento ai frutti di alcune piante di questo genere dotate di ganci per aderire ai piedi degli animali e favorirne così la dispersione. Il nome scientifico è stato definito dal botanico, naturalista e politico belga Barthélemy Charles Joseph Dumortier (Tournai, 3 aprile 1797 – 9 giugno 1878) nella pubblicazione "Analyse des Familles de Plantes: avec l'indication des principaux genres qui s'y rattachent. Tournay -  Anal. Fam. Pl.: 22." del 1829.

## Descrizione

### Portamento
Il portamento delle specie di questa tribù è vario: da erbe perenni o annuali o arbusti fino a piccoli alberi (massimo 8 metri in Uncarina). In genere la pubescenza è formata da peli portanti ghiandole mucose. Le piante sono inoltre prive di spine. Nelle piante perenni erbacee sono presenti radici tuberose. I fusti possono essere eretti e ascendenti oppure decombenti o prostrati.

### Foglie

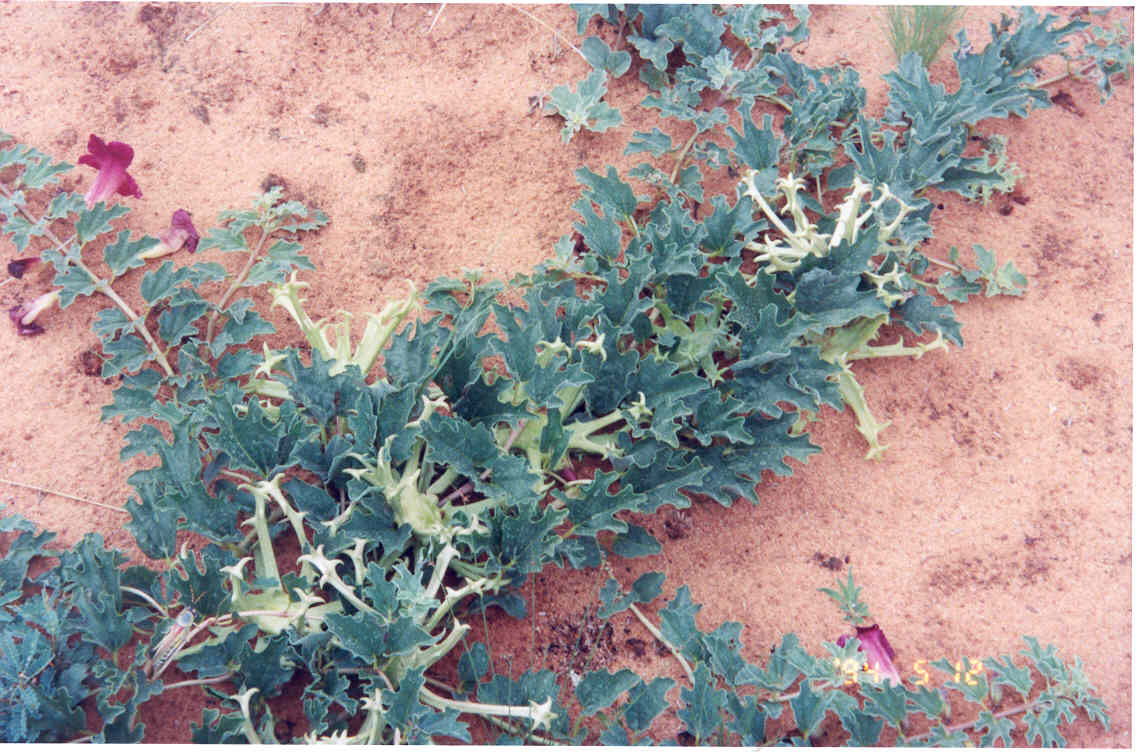
Le foglie
Harpagophytum procumbens

Le foglie, decidue, lungo il caule sono disposte in modo opposto e sono succulente (ad eccezione di Uncarina). Possono essere sia picciolate che sessili. Normalmente sono semplici con lamine da intere (da lineari a ampiamente oblunghe) a pennatolobate (o pennatifide) larghe fino a 30 cm.. Le stipole sono assenti. Sono presenti diverse specie con fogliame polimorfico.

### Infiorescenze

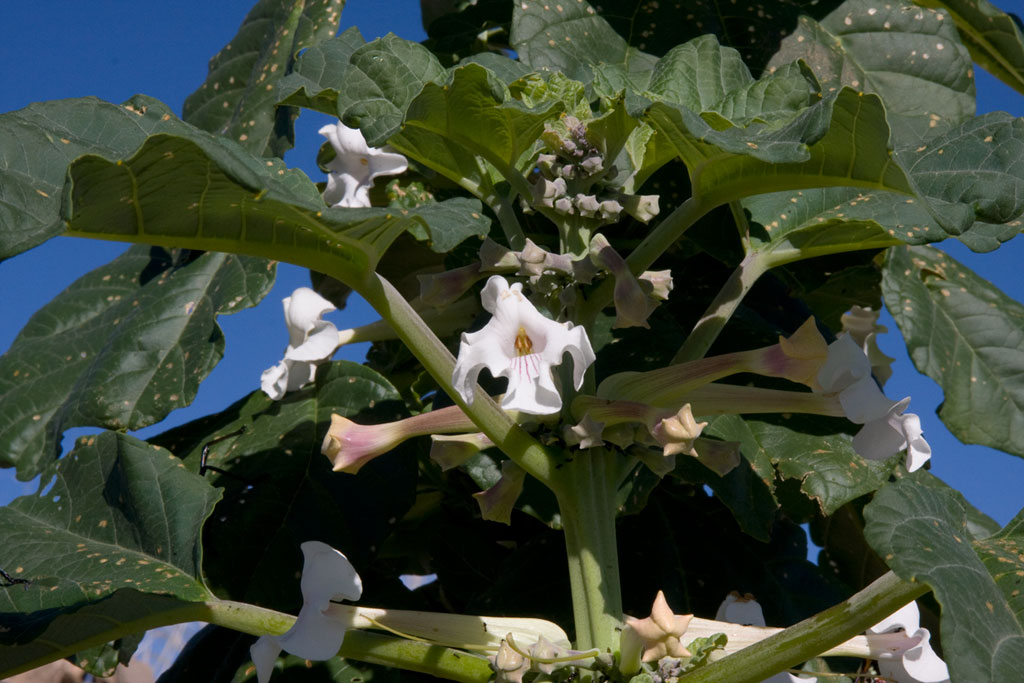
Infiorescenza
Rogeria longiflora

Le infiorescenze sono formate da fiori solitari (in Pedaliodoscus, Pedaliim e altre specie), oppure sono molti (fino a 9) disposti in cime dicasiali (due rami fioriferi opposti e uno centrale più breve) alle ascelle delle foglie. I fiori sono pedicellati; in alcune specie i pedicelli alla base hanno 2 o più ghiandole nettarifere. In Rogeria sono presenti specie rosulate.

### Fiori

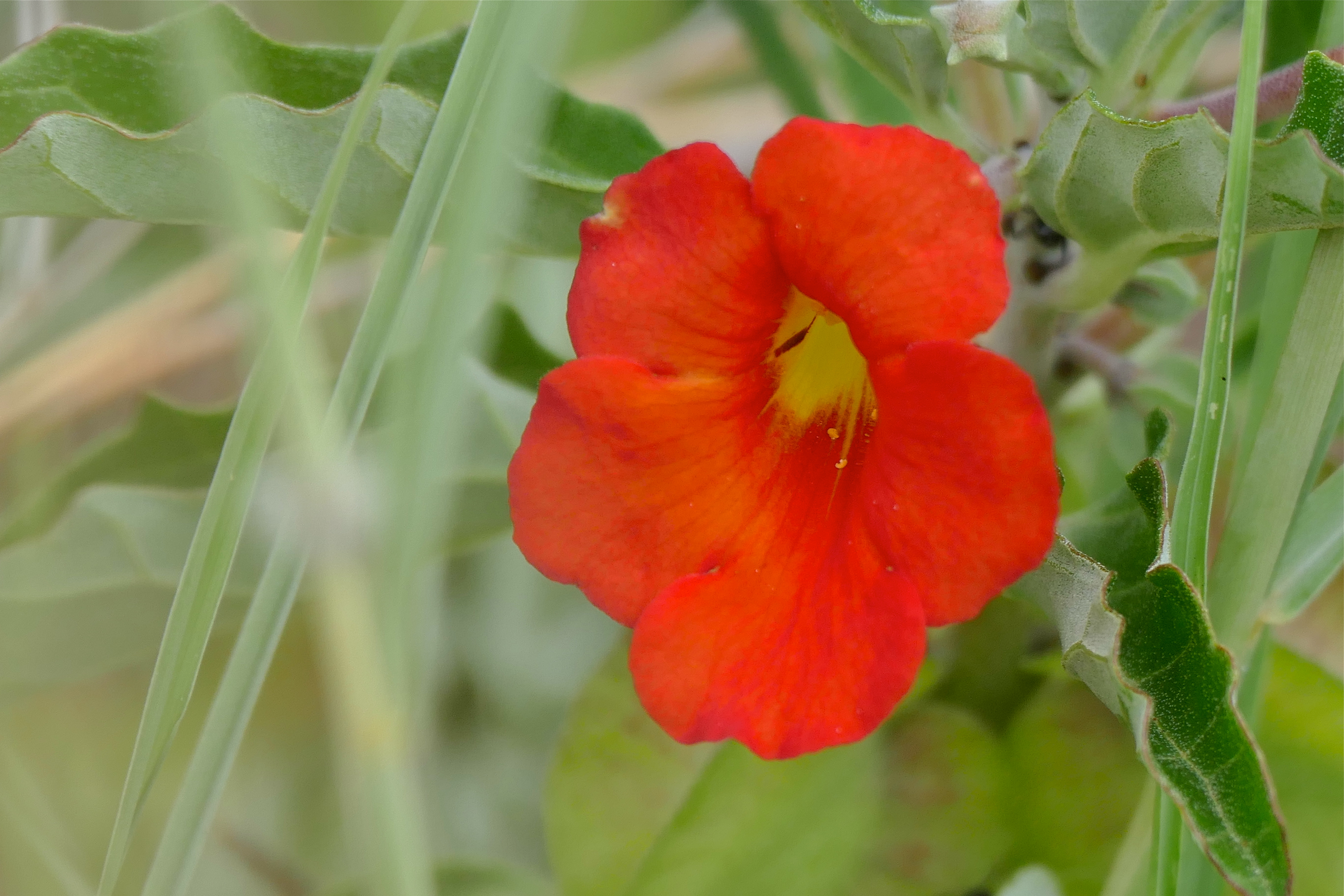
I fiori
Pterodiscus elliottii

I fiori sono ermafroditi, debolmente o fortemente zigomorfi e tetraciclici (ossia formati da 4 verticilli: calice– corolla – androceo – gineceo) e pentameri (i verticilli del perianzio hanno 5 elementi). I fiori sono ipogini.
- Formula fiorale:

x K (5), [C (5/2+3), A 2+2], G (2), supero, capsula.
- Il calice, piccolo rispetto alla corolla, di norma è formato da 5 elementi (sepali) concresciuti alla base (calice gamosepalo).

- La corolla gamopetala è tubolosa con un tubo obliquo a forma da cilindrica a campanulata (o imbutiforme) terminante con 5 lobi più o meno uguali (in questo caso i lobi anteriori sono più grandi) oppure la corolla è bilabiata. Spesso la corolla è stretta alla base, oppure è gibbosa nella parte adassiale, raramente è speronata. I colori sono bianco, giallo o varietà di rosso fino a purpureo.

- L'androceo è formato da 4 stami didinami fertili e un quinto ridotto ad un piccolo staminoide; tutti gli stami sono in posizione epipetala e inclusi all'interno della corolla. I filamenti sono adnati alla corolla. Le antere sono pendenti dalla cima dei filamenti e sono introrse. Le teche sono 2 ed hanno delle forme più o meno ovate e sono divergenti. La deiscenza delle antere è longitudinale. La morfologia del polline è monadica. Il disco nettarifero è ipogino, a consistenza carnosa, generalmente consistente e spesso asimmetrico.

- Il gineceo è bicarpellare (sincarpico - formato dall'unione di due carpelli connati) ed ha un ovario supero tetraloculare.  La placentazione è assile. I loculi spesso sono parzialmente o completamente divisi da falsi setti, contenente da uno a più ovuli attaccati centralmente alla placenta. Gli ovuli sono pendenti o ascendenti e sono numerosi per ogni loculo e hanno un solo tegumento e sono tenuinucellati (con la nocella, stadio primordiale dell'ovulo, ridotta a poche cellule).[8] Lo stilo è filiforme e unico inserito all'apice dell'ovario con stigma in genere bifido (lo stilo sovrasta gli stami).

### Frutti

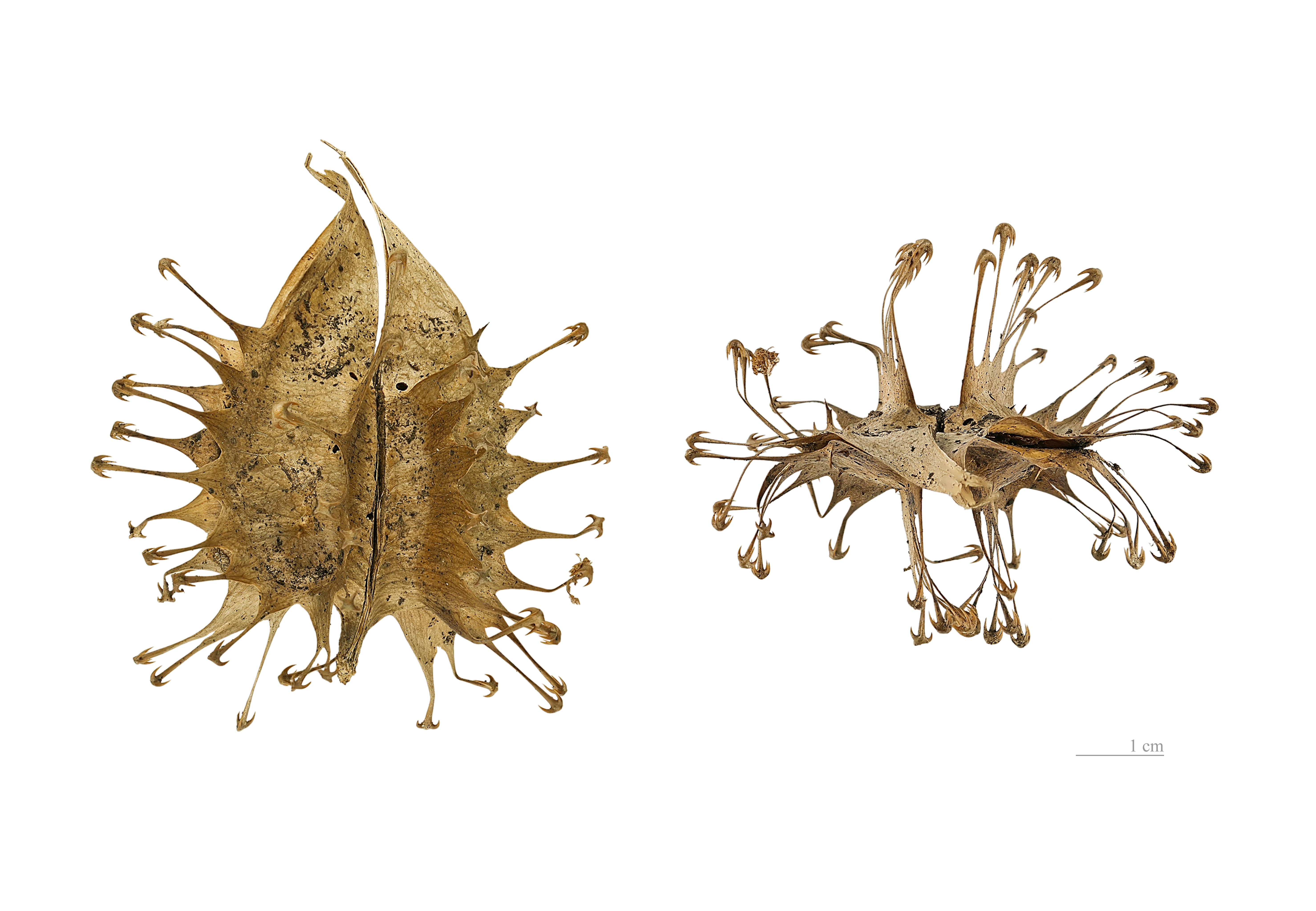
I frutti
Uncarina ankaranensis

I frutti sono molto vari, legnosi o coriacei, indeiscenti o deiscenti, tipo noci o capsule loculicide (4-loculari). In Uncarina sono larghi fino a 12 cm (15 cm in Harpagophytum). In genere hanno delle emergenze (tipicamente quattro, ma anche più) a forma di spine più o meno alate e uncinate. I semi hanno un endosperma carnoso ma sottile e hanno la superficie rugosa.

## Biologia
Le specie di questo raggruppamento si riproducono per impollinazione tramite insetti (impollinazione entomogama) o tramite il vento (impollinazione anemogama).
La dispersione dei semi avviene inizialmente a causa del vento (dispersione anemocora); una volta caduti a terra sono dispersi soprattutto da insetti tipo formiche (mirmecoria). I frutti invece sono dispersi dagli animali più grandi in quanto sono provvisti di uncini per aderire ai loro piedi (disseminazione zoocora).

## Distribuzione e habitat
La distribuzione delle specie della tribù Pedalieae è africana con climi più o meno tropicali.

## Tassonomia
La famiglia Pedaliaceae comprende 11 generi con circa 90 specie) con una distribuzione cosmopolita. La tribù Pedalieae è una delle 3 tribù nella quale è divisa la famiglia.

### Generi
La tribù comprende 7 generi e 39 specie:
- Harpagophytum DC. ex Meisn., 1840 (2 specie)
- Holubia Oliv., 1884 (1 sp.)
- Pedaliodiscus Ihlenf., 1968 (1 sp.)
- Pedalium Royen ex L. (1 sp.)
- Pterodiscus Hooker, 1844 (16 spp.)
- Rogeria J. Gay ex Del., 1826 (4 spp.)
- Uncarina (Baill.) Stapf, 1895 (14 spp.)

### Filogenesi
Da un punto di vista filogenetico la tribù di questa voce è divisa in due gruppi. Il primo, in posizione abbastanza "basale", comprende due generi piuttosto isolati: Rogeria e Uncarina. Entrambi si presentano con piccole infiorescenze dicasiali alle ascelle delle foglie. Il secondo gruppo contiene un insieme di generi relativamente vicini (Harpagophytum, Holubia, Pedaliodoscus, Pedalium e Pterodiscus). Di questi il genere Pterodiscus, in posizione "basale", è apparentemente parafiletico (è un genere con una morfologia non omogenea). Il carattere unificante di questo gruppo è la presenza nei frutti di 4 emergenze (alate e/o provviste di uncini).
Altre analisi indicano che la tribù potrebbe non essere monofiletica con il genere Rogeria "gruppo fratello" del resto dell'intera famiglia.
Caratteri apomorfici per questa tribù sono:
- le antere sono pendenti dalla cima dei filamenti;
- la forma delle teche è più o meno ovata;
- le due teche delle antere sono divergenti.

### Alcune specie

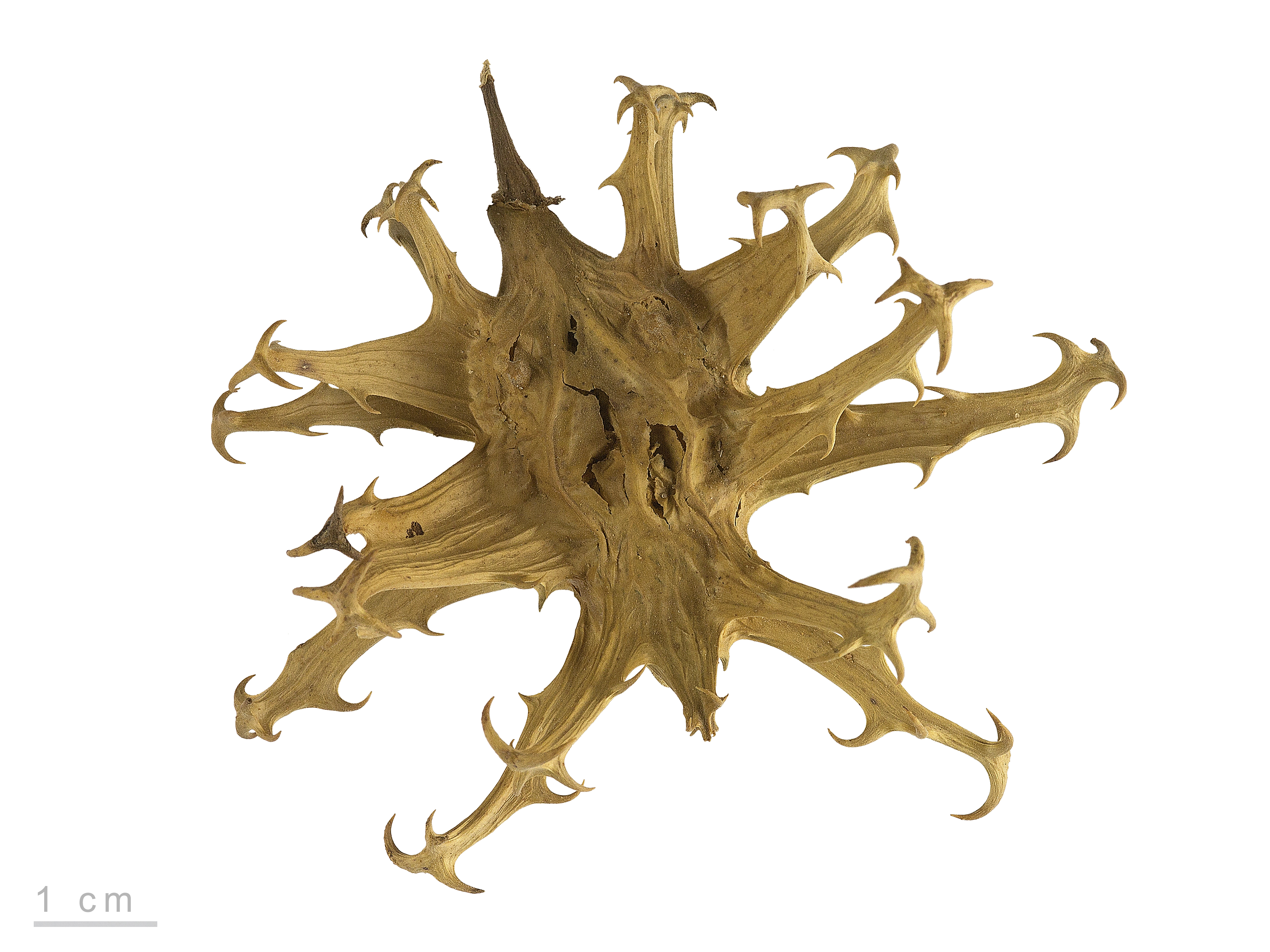
Harpagophytum procumbens
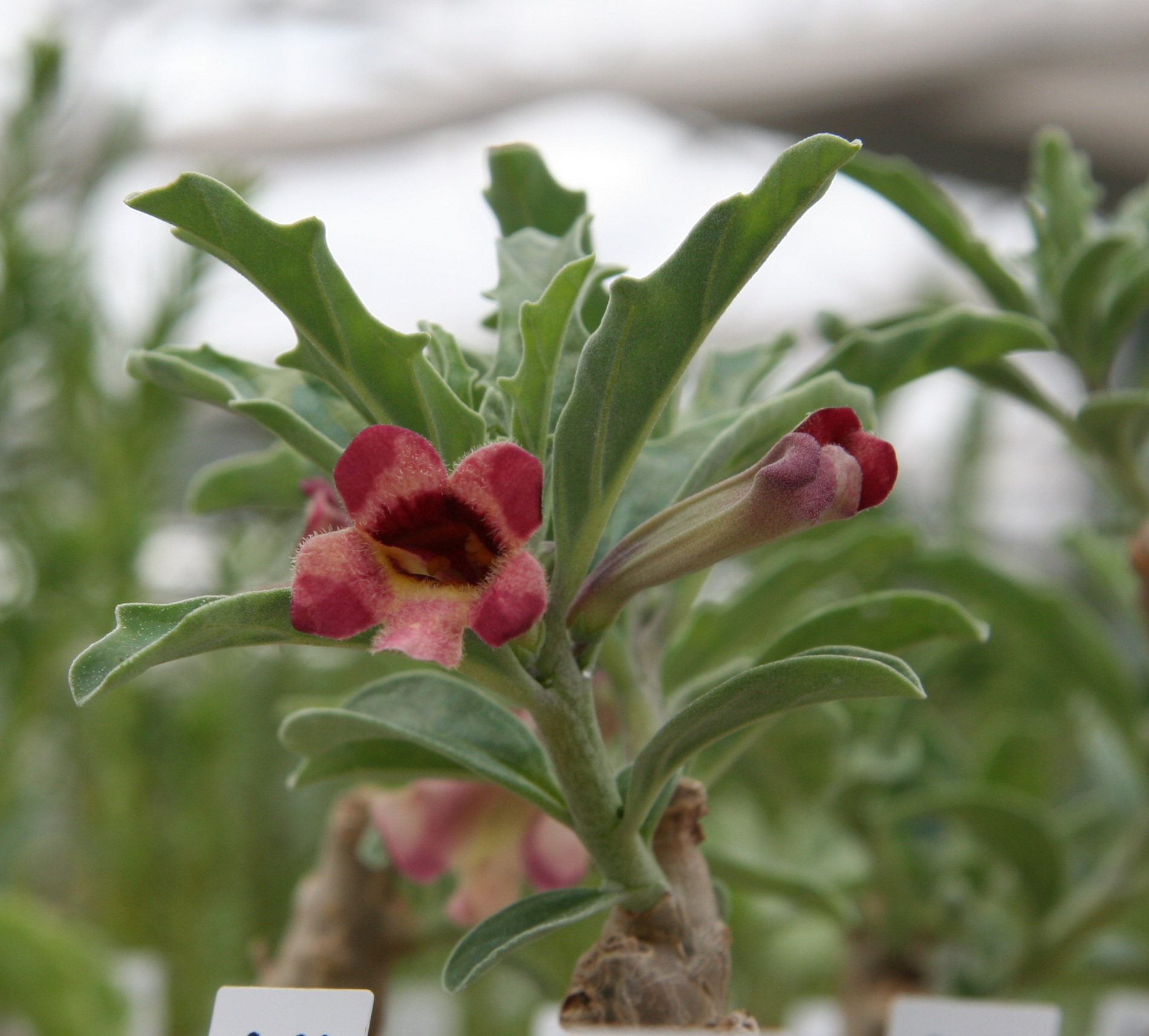
Pterodiscus ngamicus
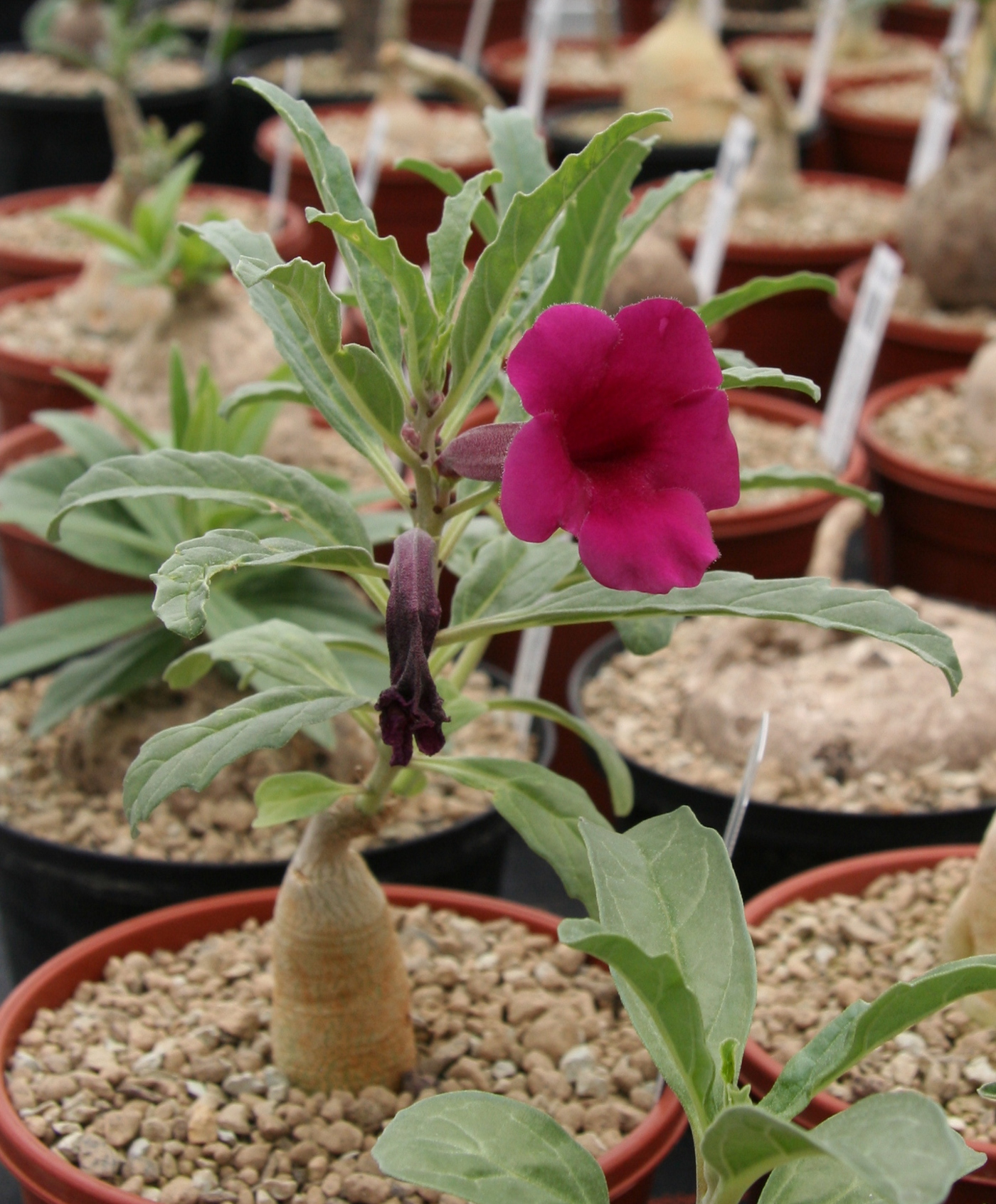
Pterodiscus speciosus
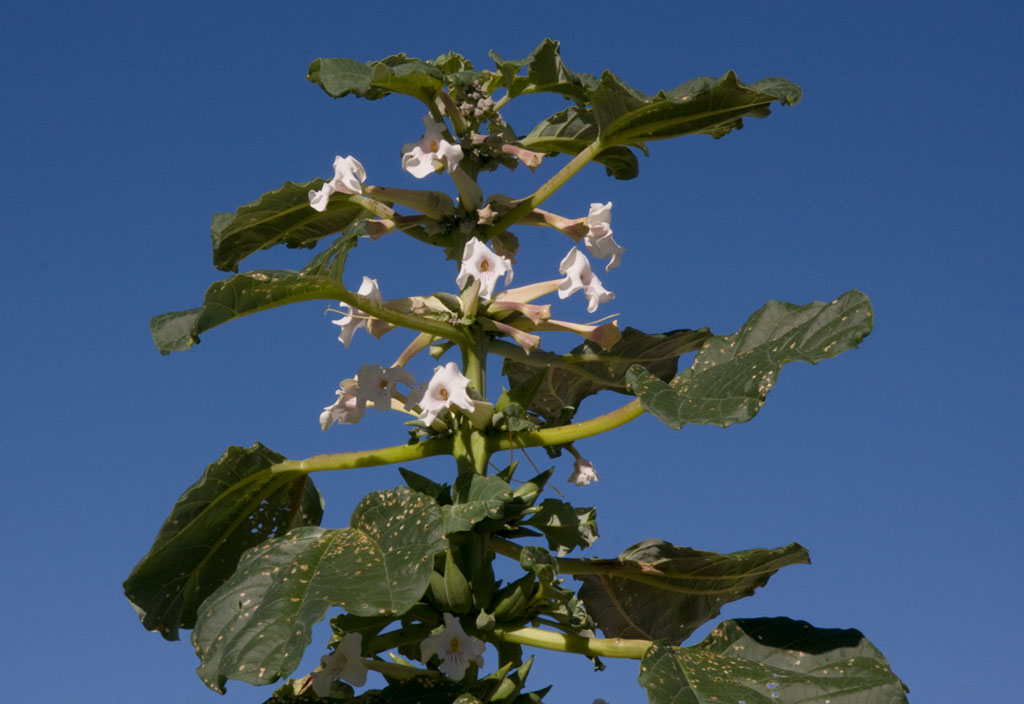
Rogeria longiflora
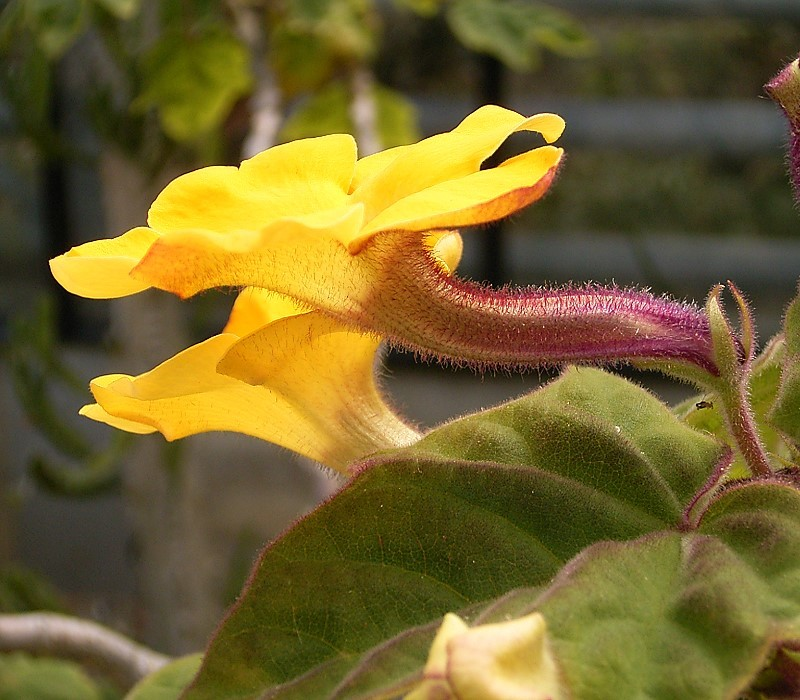
Uncarina decaryi
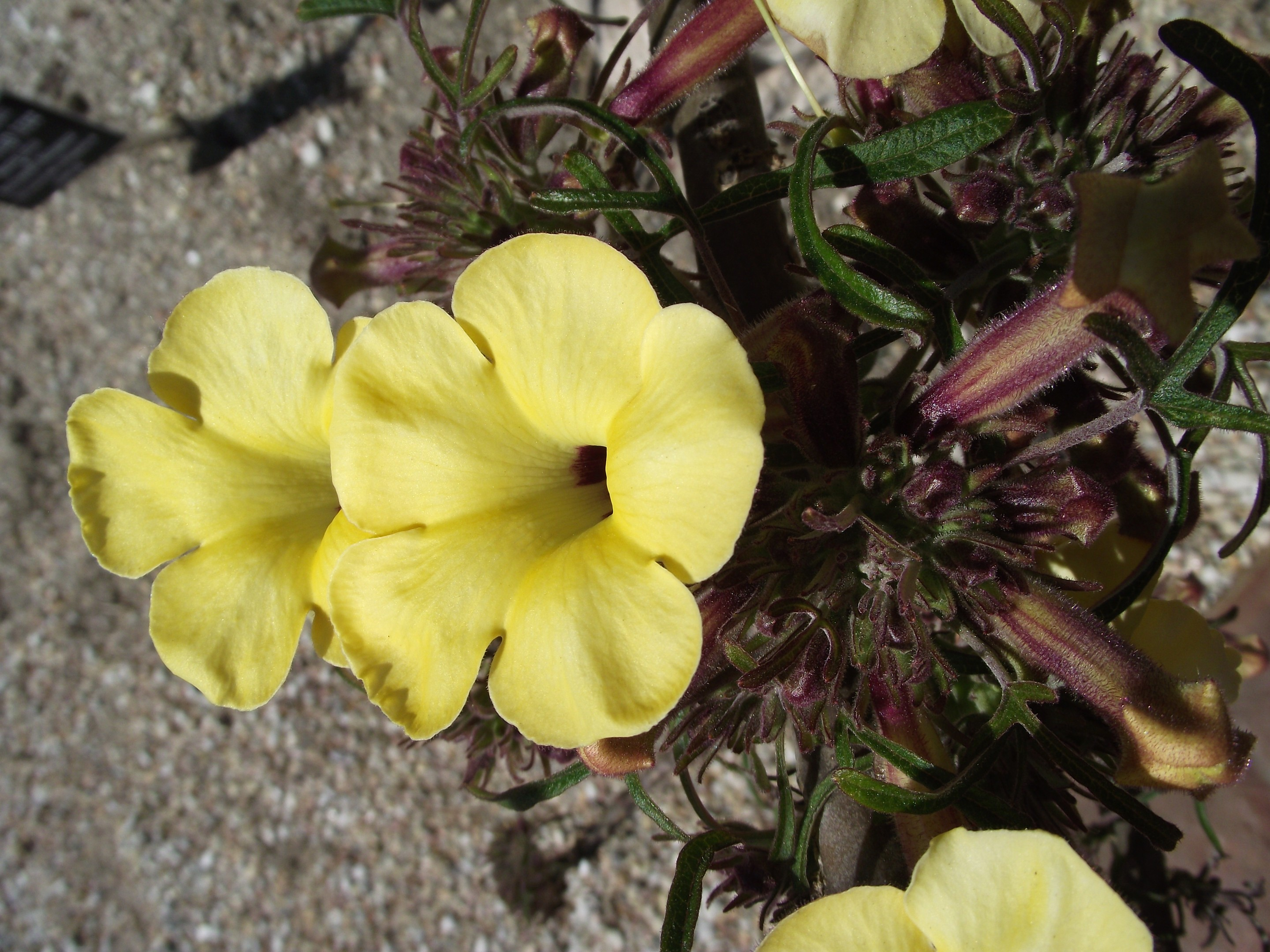
Uncarina grandidieri
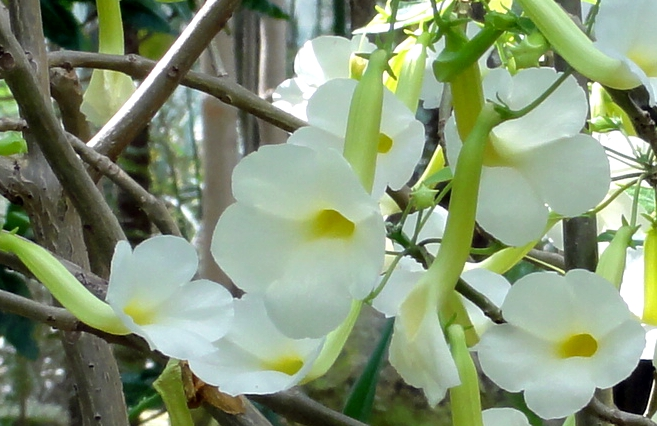
Uncarina leptocarpa
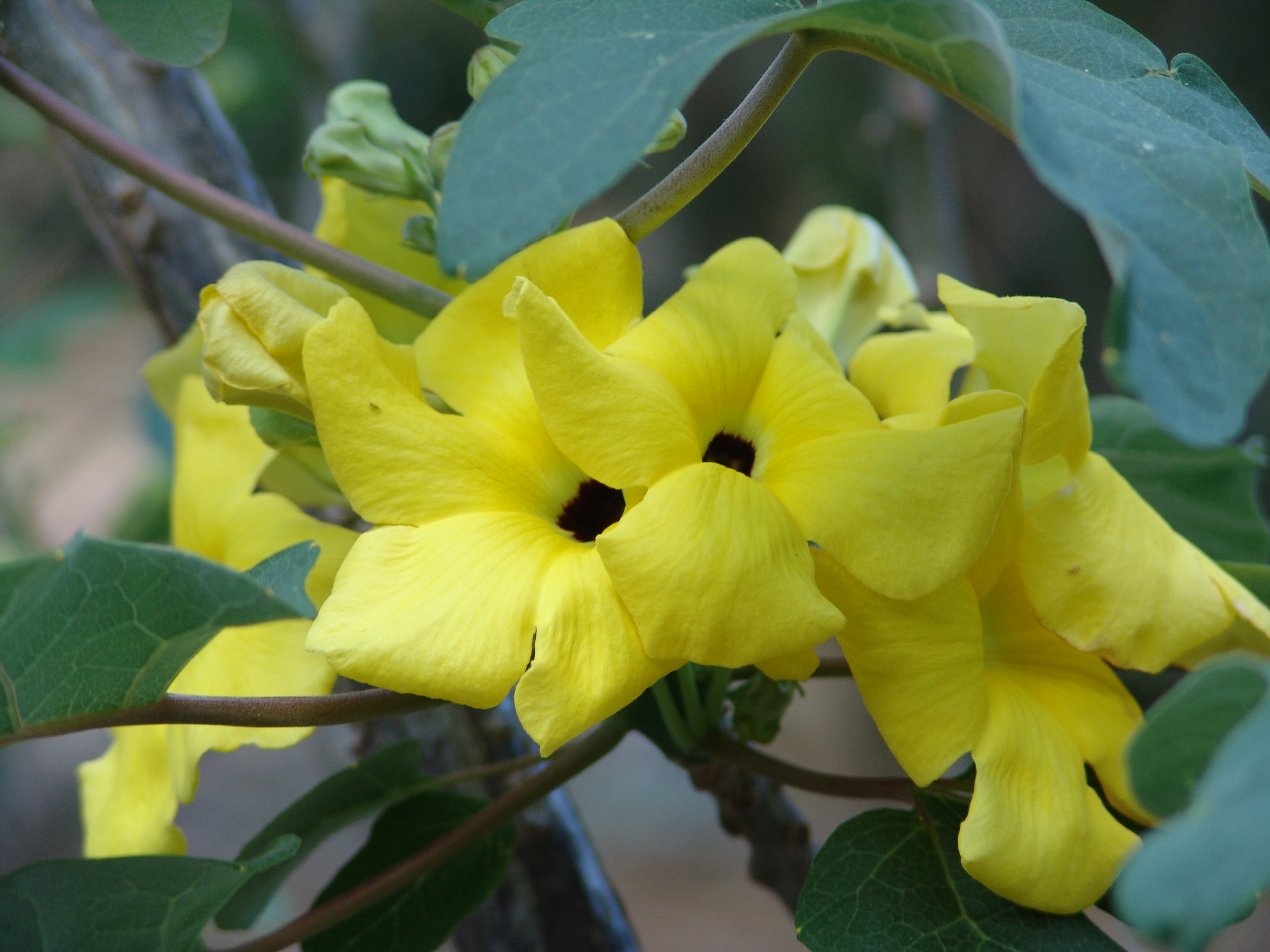
Uncarina peltata
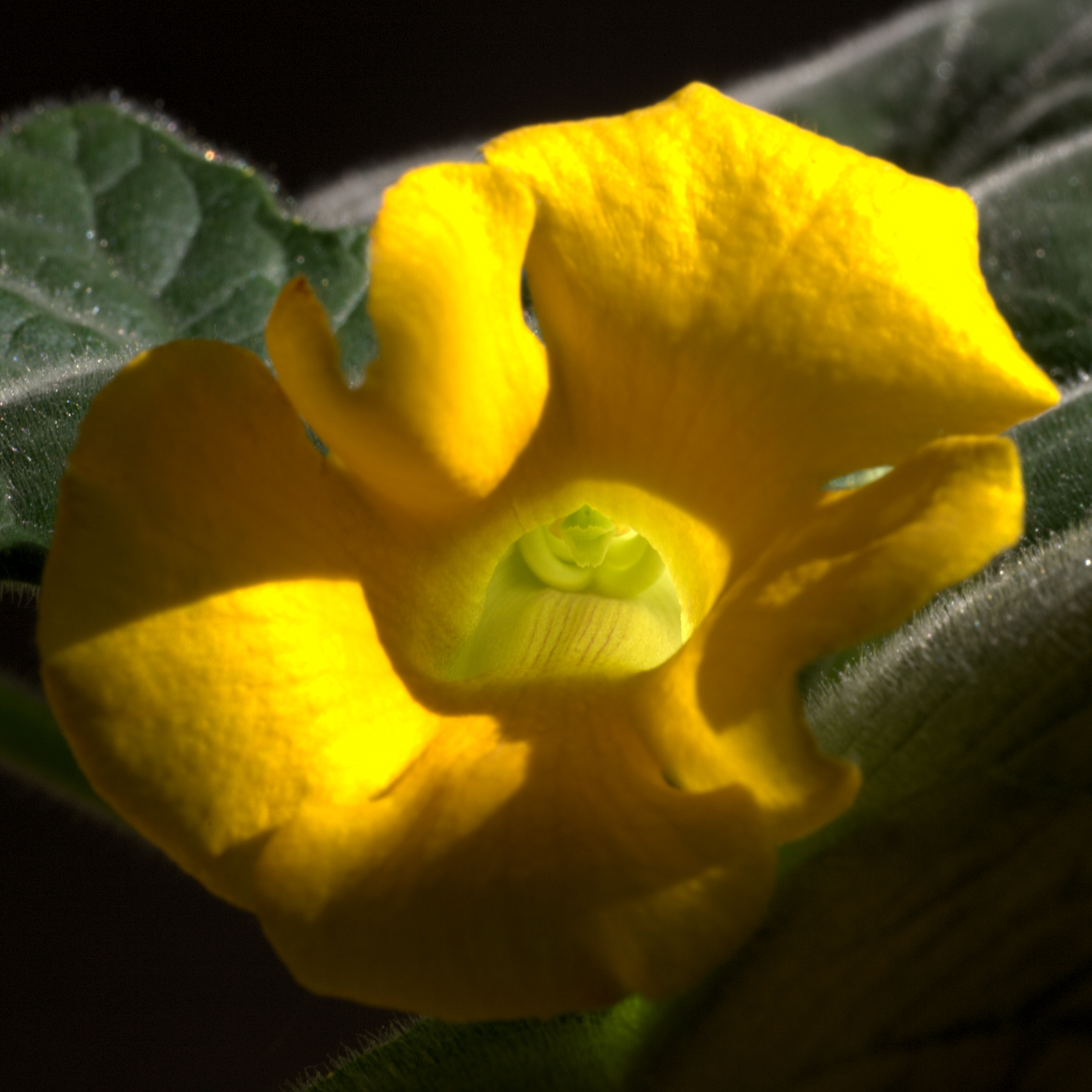
Uncarina roeoesliana
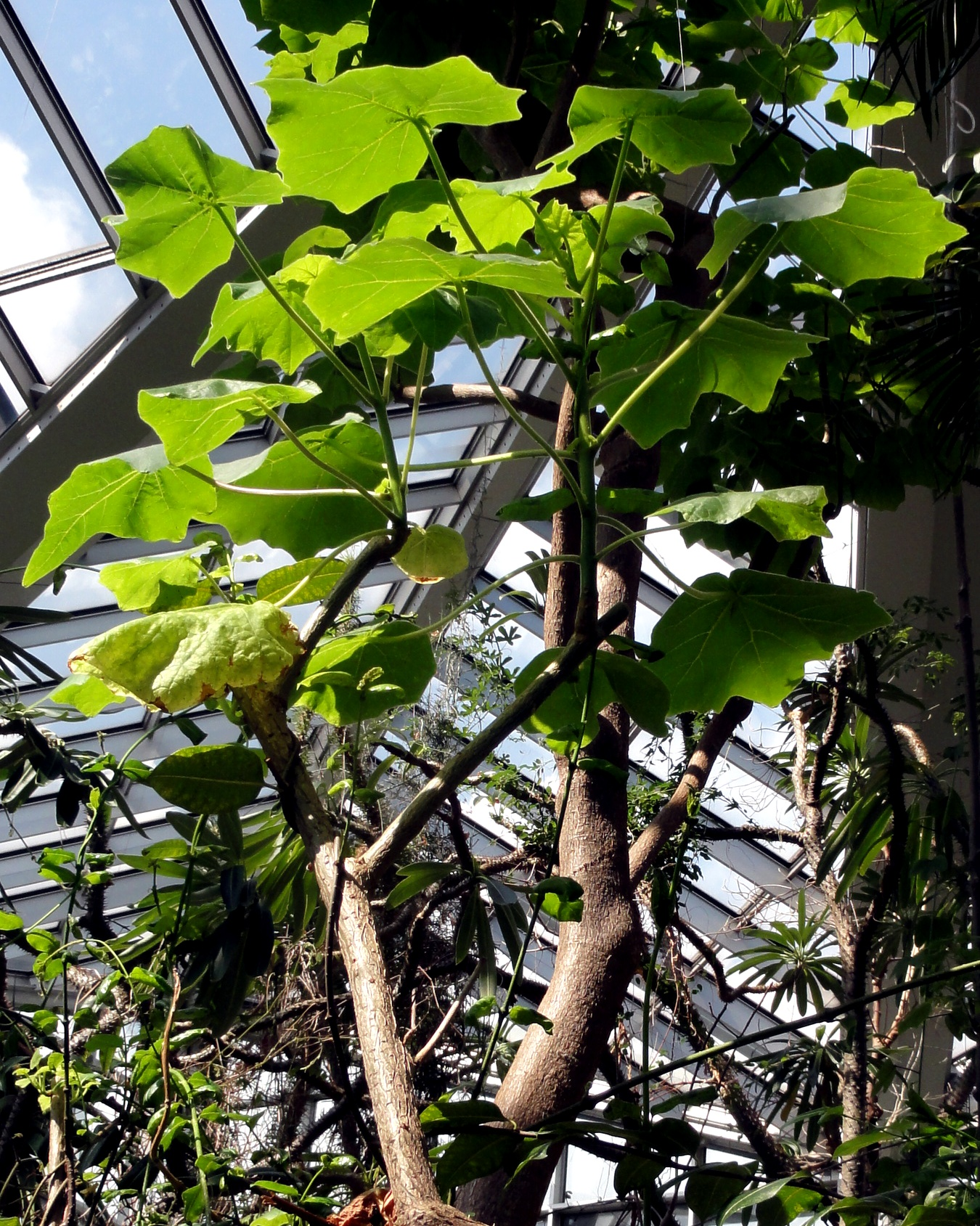
Uncarina turicana

## Usi
Alcune specie (Pedalium murex) contengono mucillagini usate nella medicina e nell'industria per rendere sciroppose le bevande. Altre specie, come Harpagophytum spp. e Pterodiscus spp., sono coltivate come piante ornamentali.